# Rafael de Brasil
Rafael, príncipe Imperial de Brasil (Río de Janeiro, 26 de abril de 1986) es primero en la línea de sucesión al trono brasileño, tercer hijo de don Antonio de Orleans Braganza, príncipe Imperial de Brasil y la princesa Cristina de Ligne. Es primo tercero del rey Felipe VI de España, siendo ambos descendientes de Alfonso de Borbón, conde de Caserta.
Desde la muerte de su padre Antonio de Orleans Braganza, Rafael asumió como heredero presuntivo de su tío don Bertrand de Orleans-Braganza, Jefe de la Casa Imperial Brasileña.
Emprendedor, el príncipe Rafael vive actualmente en Londres, donde es copropietario de una empresa de consultoría. Activo en la promoción del legado y la restauración de la monarquía brasileña, participa en eventos monárquicos y representa a la familia imperial brasileña en Europa.
El 15 de julio de 2022, su tío, el Príncipe Don Bertrand de Orleans Braganza, se convirtió en Jefe de la Casa Imperial de Brasil. Dom Antonio, como heredero presuntivo de los derechos de su hermano, se convirtió entonces en el Príncipe Imperial de Brasil; y Dom Rafael, como único hijo varón vivo de Dom Antonio, se convirtió en Príncipe de Gran-Pará.
Desde niño, el Príncipe ha participado en Encuentros Monárquicos y eventos relacionados. También viaja por todo Brasil, con el fin de conocer a fondo el país y entrar en contacto con brasileños de diferentes orígenes y pensamientos.
Es también Presidente de la Juventud Monárquica de Brasil, cuya Vicepresidenta es su hermana Doña María Gabriela.

## Títulos, tratamientos y distinciones honoríficas
| ● 24 de abril de 1986-15 de julio de 2022:    | Su Alteza Real el príncipe Rafael de Brasil              |
| ● 15 de julio de 2022-8 de noviembre de 2024: | Su Alteza Imperial y Real el príncipe de Gran Pará       |
| ● 8 de noviembre de 2024-presente:            | Su Alteza Imperial y Real el príncipe imperial de Brasil |

### Distinciones de la casa imperial de Brasil
- Gran Cruz de la Orden Imperial del Emperador Pedro I
- Gran Cruz de la Orden Imperial de la Rosa

### Distinciones extranjeras
- Gran Cruz de la Real Orden Militar de Nuestra Señora de la Concepción de Villaviciosa